# Chaudhuria fusipinnis
Chaudhuria fusipinnis är en fiskart som beskrevs av Maurice Kottelat och Ralf Britz 2000. Chaudhuria fusipinnis ingår i släktet Chaudhuria och familjen Chaudhuriidae. IUCN kategoriserar arten globalt som otillräckligt studerad. Inga underarter finns listade i Catalogue of Life.